# RAF-monument
Het RAF-monument is een monument in Oosterbeek, dat op  15 september 2006 werd onthuld ter nagedachtenis aan de 241 soldaten van de Royal Air Force die sneuvelden tijdens de Slag om Arnhem.

## Beschrijving
Het monument bestaat uit een zwart granieten zuil met erbovenop een bronzen vogel die zijn vleugels uitslaat. Op de voorzijde van de zuil is het logo van de Royal Air Force aangebracht.
Op de zuil staat de volgende tekst:

John 15:13
 Greater love hath no man than this,
 that a man lay down his life for his friends.

To the memory of the Royal Air Force,
 Commonwealth and United States Aircrew
 who died on Operation Market Garden,
 September 1944.

In Memoria Aeterna

## Monument vernieuwd
In maart 2023 werd de bronzen vogel, een adelaar staande op een bol, gestolen en niet meer teruggevonden. Op 27 augustus 2024 werd een vernieuwd monument onthuld. Opnieuw een bronzen adelaar welke staat op een verhoging en wordt vastgehouden door mensenhanden. Het is gemaakt door kunstenaar Jeanette Jansen.